# Pfeilblättrige Melde
Die Pfeilblättrige Melde (Atriplex calotheca), auch Pfeilblatt-Melde oder Schönfrüchtige Melde genannt, ist eine Pflanzenart aus der Gattung der Melden (Atriplex) innerhalb der Familie der Fuchsschwanzgewächse (Amaranthaceae).

## Beschreibung

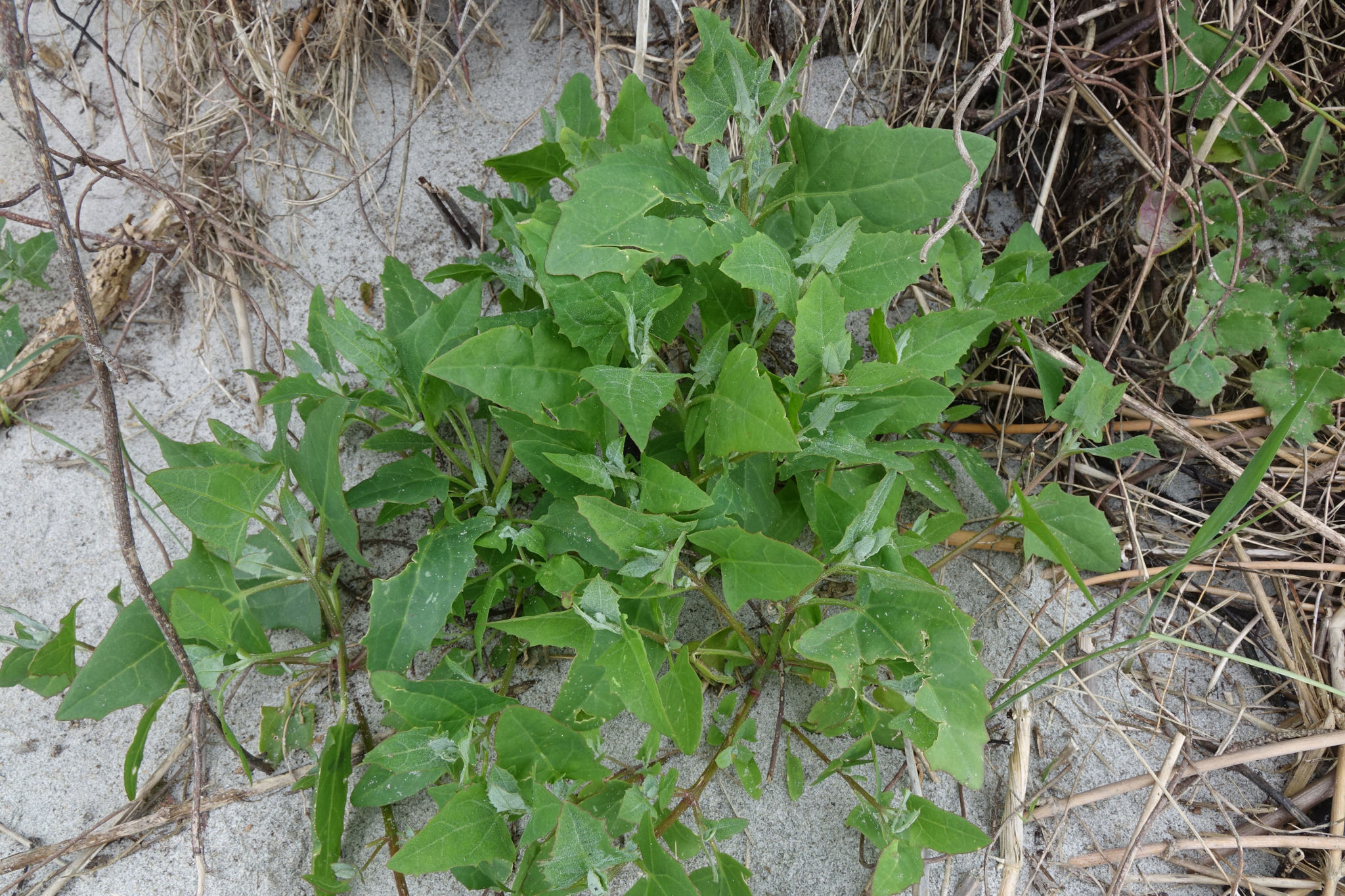
Habitus und Laubblätter

### Vegetative Merkmale
Die Pfeilblättrige Melde wächst als einjährige krautige Pflanze. Der aufrechte oder aufsteigende Stängel ist stark verzweigt und erreicht Wuchshöhen von 30 bis 100 Zentimetern.
Die wechselständig angeordneten Laubblätter sind in Blattstiel und -spreite gegliedert; sie sind kaum mehlig bestäubt. Die Blattspreite ist bei einer Länge bis zu 9 Zentimetern dreieckig-spießförmig. Der Blattrand ist tief buchtig gezähnt, mit meist sehr spitzen, ungleichen, oft gebogenen Zähnen. Nur die obersten Blätter sind bisweilen ungezähnt.

### Blütenstand und Blüten
Die Blütezeit reicht von Juni bis September. Die Pfeilblättrige Melde ist einhäusig getrenntgeschlechtig (monözisch). Die grünen Blüten stehen in Knäueln in der Achsel von Tragblättern. Männliche Blüten enthalten fünf längliche Blütenhüllblätter (Tepalen) und fünf Staubblätter. Weibliche Blüten werden umhüllt von zwei nur am Grunde verwachsenen Vorblättern, deren Blattrand tief eingeschnitten mit langen, pfriemlichen Zähnen ist. Blütenhüllblätter fehlen den weiblichen Blüten, sie enthalten nur einen Fruchtknoten.

### Frucht und Samen
Die Frucht bleibt von den Vorblättern umschlossen, welche blattartig bleiben und nicht knorpelig werden. Sie enthält einen Samen, der schwarz, gelbbraun und rotbraun sein kann (Heterokarpie).

### Chromosomenzahl
Die Chromosomenzahl beträgt 2n = 18.

### Photosyntheseweg
Atriplex calotheca ist eine C3-Pflanze mit normaler Blattanatomie.

## Ökologie
Die Bestäubung erfolgt in der Regel durch den Wind, ist aber auch durch Insekten möglich.
Die Pfeilblättrige Melde ist eine Nahrungspflanze für die Schmetterlingsraupe der Strand-Erdeule (Agrotis ripae).

## Vorkommen und Gefährdung
Das Verbreitungsgebiet der Pfeilblättrigen Melde umfasst Mitteleuropa (Deutschland und Polen), Nordeuropa (Dänemark, Norwegen, Schweden und Finnland) und Nordosteuropa (Estland, Lettland, Litauen und das nordwestliche europäische Russland).
Diese salzertragende Art wächst meist an den Küsten in Spülsaumgesellschaften und Salzpflanzenfluren. Sie benötigt volle Besonnung und zeigt hohe Stickstoffgehalte im Boden an. Im pflanzensoziologischen System gilt sie als Kennart der Assoziation Atriplicetum glabriusculae-calothecae aus dem Verband Salsolo-Honkenyion peplioidis.
Die Bestände der Pfeilblättrigen Melde in Mitteleuropa gehen durch Eindeichungen und Küstenschutzmaßnahmen immer mehr zurück, so dass diese Art europaweit inzwischen „stark gefährdet“ ist. In Deutschland wird sie als „stark gefährdet“ eingestuft (Rote Liste gefährdeter Arten 2). In Schleswig-Holstein ist sie wohl schon „ausgestorben“ (Rote Liste 0), in Hamburg „vom Aussterben bedroht“ (Rote Liste 1), in Mecklenburg-Vorpommern „stark gefährdet“. Gelegentlich wurde sie auch in Baden-Württemberg gefunden.

## Systematik
Die Pfeilblättrige Melde (Atriplex calotheca) zählt zur Sektion Teutliopsis Dumort. innerhalb der Gattung Atriplex.
Die Erstbeschreibung erfolgte im Jahr 1800 durch Carl Gottlob Rafn als Varietät Atriplex hastata var. calotheca Rafn in Danmarks og Holsteens Flora, Band 2, S. 240. Elias Magnus Fries sie 1842 in den Rang einer eigenen Art, Atriplex calotheca (Rafn) Fr. in Novitiarum Florae Suecicae Mantissa, Band 3, S. 164. Das Artepitheton calotheca bedeutet „schöne Kapsel“.
Synonyme für Atriplex calotheca (Rafn) Fr. sind: Atriplex hastata var. calotheca Rafn, Atriplex prostrata subsp. calotheca (Rafn) M.A.Gust., Atriplex hastata L. (nom. rej.).